# Я входил вместо дикого зверя в клетку
«Я входи́л вме́сто ди́кого зве́ря в кле́тку» — стихотворение Иосифа Бродского, написанное 24 мая 1980 года — в день сорокалетия поэта. В произведении нарисован своеобразный портрет Бродского — человека и поэта; в нём перечислены события, напоминающие о реальных фактах из биографии автора (тюремное заключение, ссылка, эмиграция и т. д.). Стихотворный размер — вольный дольник, переходящий в акцентный стих. В стихотворении, по мнению исследователей, сформулировано этическое кредо Бродского. Критики и литературоведы обнаруживают в тексте поэтическую перекличку с произведениями литераторов разных времён — речь идёт об отсылках к стихам Петра Вяземского, Михаила Лермонтова, Анны Ахматовой, Марины Цветаевой и других. Стихотворение «Я входил вместо дикого зверя в клетку» включено в вышедший в Нью-Йорке сборник To Urania (1988) в авторском переводе на английский язык.

## Содержание. Автобиографические мотивы
Я входил вместо дикого зверя в клетку, 

выжигал свой срок и кликуху гвоздём в бараке, 

жил у моря, играл в рулетку, 

обедал чёрт знает с кем во фраке.
Стихотворение, в котором воспроизведены основные события из жизни Иосифа Бродского, достигшего определённой возрастной вехи («Теперь мне сорок»), начинается строчкой, которая напоминает о его аресте в 1964 году и приговоре по указу «о тунеядстве»: «Я входил вместо дикого зверя в клетку…» Отсылкой к пребыванию поэта на поселении в Архангельской области, где ему довелось заниматься — в том числе — полевыми работами, являются такие метки, как «выжигал свой срок и кликуху гвоздём в бараке», «сеял рожь, покрывал чёрной толью гумна». Проведя ещё до ареста несколько лет в геологических партиях и длительных туристических походах, Бродский включил в поэтическую летопись строки: «С высоты ледника я озирал полмира» и «Я слонялся в степях, помнящих вопли гунна». К периоду скитаний относится и лаконичная деталь: «трижды тонул».
Свой вынужденный отъезд из СССР в 1972 году поэт обозначил как личный выбор: «Бросил страну, что меня вскормила…» Обменяв несвободу на свободу, автор стихотворения вынужден признать, что и вдали от родины его ждали испытания: «жрал хлеб изгнанья, не оставляя корок». Есть в произведении и своеобразное «предчувствие» Нобелевской премии — дар предсказателя, по мнению российско-британского литературоведа Валентины Полухиной, проявляется у Бродского в тезисе «обедал чёрт знает с кем во фраке». Рассказывая о свершившихся и грядущих событиях, поэт не жалуется и никого не обвиняет. Не давая оценок прошлому, не возвышая и не проклиная его, он благодарит состоявшуюся жизнь вместе с её тяготами, болью и несчастьями: «Но пока мне рот не забили глиной, / из него раздаваться будет лишь благодарность».

## История стихотворения

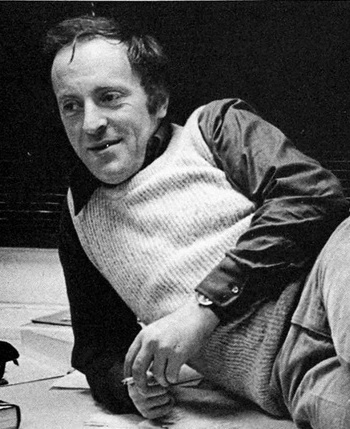
Иосиф Бродский

Стихотворение «Я входил вместо дикого зверя в клетку» Бродский написал 24 мая 1980 года — в день своего сорокалетия. К тому времени поэт уже восьмой год жил в США. Если его жизнь в СССР представляла собой череду испытаний, то творческая биография в Америке, по замечанию литературоведа Льва Лосева, выглядела «как восхождение по лестнице успехов». К 1980 году он уже выпустил два сборника стихов, переведённых на английский язык; в качестве «приглашённого поэта» преподавал в Мичиганском университете; незадолго до сорокалетия был впервые выдвинут на Нобелевскую премию по литературе.
Стихотворение «Я входил вместо дикого зверя в клетку», в котором автор словно бы «выясняет отношения с судьбой» и подводит определённые итоги, стало программным для его творчества до 1980 года. Это произведение, как утверждала Валентина Полухина, входило в число любимых стихотворений Бродского — поэт часто читал его во время публичных выступлений и упоминал о нём в интервью. Стихотворение, открывающее изданный в Нью-Йорке сборник To Urania (1988), было переведено на английский язык самим Бродским. Английская версия текста, по словам филолога Ольги Глазуновой, представляет собой более жёсткий вариант, чем русская: поэт использовал в качестве метафоры поговорку «Нельзя приготовить омлет, не разбив яиц». Поэтому заключительные строки на английском языке звучат в обратном переводе так: «Что сказать мне о жизни? Что длинна и не выносит ясности. Разбитые яйца вызывают грусть, а омлет вызывает рвоту».
При жизни автора оригинальный текст стихотворения был опубликован в журнале «Континент» (1985, № 45), переведённый Бродским вариант — в американском еженедельнике The New Yorker (26 января 1987 года).

## Поэтика

### Стихотворение-памятник
«Я входил…» — произведение, в котором обозначены основные мотивы творчества Бродского, сфокусированы магистральные темы его поэзии, сформулировано жизненное кредо автора. Это, по мнению Валентины Полухиной, стихотворение-памятник. Проводя параллели между поэтическим текстом Бродского и стихотворениями-памятниками Александра Пушкина, Гавриила Державина, Горация, Овидия, литературовед отмечает, что Бродский, в отличие от предшественников, «не перечисляет свои великие деяния, а, напротив, подчёркивает, что разделял судьбу миллионов других сограждан». Точка зрения Полухиной кажется спорной другому исследователю творчества Бродского — Ольге Глазуновой, напомнившей, что автор стихотворения «Я входил…» всегда негативно относился к теме собственной «монументальности». Так, в другом произведении Бродского — «Римских элегиях» — неприятие прижизненного памятника артикулировано в строчках: «Я не воздвиг уходящей к тучам / каменной вещи для их острастки». Если учесть содержание стихотворения «Я входил…», то это скорее руина, нежели памятник, считает Глазунова.

### Синтаксис. Лексика
Стихотворение, написанное вольным дольником, переходящим в акцентный стих, имеет простой синтаксис: почти в каждой строке содержится законченное высказывание. Такая простота, по мнению Валентины Полухиной, своей бесстрастностью близка протокольному стилю — «рубленые фразы» текста ассоциируются с анкетными данными или напоминают сухие ответы на вопросы следователя, когда допрашиваемый стремится отсечь лишние детали. Стилистическая бесстрастность, с одной стороны, исключает авторские эмоции в момент воспоминаний, с другой — «делает это стихотворение образцом лапидарности, если не собранием максим».
Говоря о поэтике произведения, исследователи цитируют теоретическую формулу Бродского, писавшего, что количество прилагательных в стихах должно быть сведено к минимуму: «ваши лучшие друзья — существительные». Руководствуясь этим принципом, Бродский включил в текст «Я входил…» только пять прилагательных и два причастия. Существительные в словарном составе стихотворения занимают около сорока процентов, глаголы — двадцать восемь, местоимения — пятнадцать. При этом глаголы — входил, выжигал, жил, обедал, тонул, бросил, слонялся, надевал, сеял, пил, впустил, жрал и т. д. — присутствуют, как правило, в начале строки или фразы, тогда как за существительными закреплена доминирующая функция «в позиции рифмы». По мнению Полухиной, особое значение имеют два заключительных глагола — забили и раздаваться.

Эти два глагола несут на себе чуть ли не основной смысл стихотворения, ибо в них прочитывается этическое кредо Бродского: принятие всех испытаний жизни с благодарностью. Жизнь состоялась, ибо всё опирается на её первоосновы — огонь, вода, лёд, рожь, глина. О том, что заключительную строку этого стихотворения можно принять за этическое кредо поэта, свидетельствует судьба слова «благодарность» и однокоренных ему слов в других стихах Бродского.— Валентина Полухина
Ещё одной особенностью стихотворения является соединение в тексте разных языковых пластов. Бродский, вслед за Пушкиным и Борисом Пастернаком, считал возможным использовать в поэтических произведениях все пласты живого языка, включая нецензурную и ненормативную лексику. Поэтому в стихотворении «Я входил…» сосуществуют выражения из тюремного и лагерного словаря (барак, конвой, кликуха), просторечные глаголы (жрал, слонялся), элементы высокого стиля (озирал, вскормила).

## Литературные параллели
Исследователи обнаруживают в стихотворении «Я входил…» немало отсылок к произведениям литераторов разных времён. Так, поэт Максим Амелин считает, что первая строка («Я входил вместо дикого зверя в клетку») перекликается сразу с несколькими стихотворениями — речь идёт о «Я пережил и многое, и многих» Петра Вяземского, «Я видел Рим, Париж и Лондон» Константина Случевского и «Признании» Гавриила Державина. По мнению публициста Елены Степанян, стихотворение Бродского близко лермонтовской «Благодарности» («За всё, за всё тебя благодарю я…»). Разница между двумя поэтическими текстами заключается в том, что Бродский в финальных строчках демонстрирует искреннюю признательность за все жизненные испытания, тогда как у Лермонтова концовка ироничная: «Устрой лишь так, чтобы тебя отныне / Недолго я ещё благодарил».
Предпоследняя строка — «пока мне рот не забили глиной» — напоминает сразу о нескольких поэтических произведениях. Речь идёт, например, о входящем в цикл «К Лазарю» стихотворении немецкого поэта Гейне, где есть строфа: «Так мы спрашиваем жадно / Целый век, пока безмолвно / Не забьют нам рот землёю… / Да ответ ли это, полно?» Исследователи указывают также на связь со строчками Анны Ахматовой («Но он чёрной замазан краской / И сухою землёю забит»), Марины Цветаевой («Пока рот не пересох — / Спаси — боги! Спаси бог!»). Кроме того, литературоведы выявили параллели между финальными строчками у Бродского и двумя стихотворениями Мандельштама: «Да, я лежу в земле, губами шевеля…» и «Ещё немного — оборвут / Простую песенку о глиняных обидах / И губы оловом зальют».

## Критика
Стихотворение «Я входил…» было в целом тепло встречено читателями. Однако не все представители литературного сообщества приняли произведение Бродского с одобрением. К примеру, некоторые английские поэты упрекали автора за его перевод стихотворения, опубликованный в сборнике To Urania. Хорошо владеющий русским языком английский поэт Чарльз Симик отмечал, что переведённый вариант «Я входил…» проигрывает оригиналу: «Эти бессмысленные добавления служат для сохранения метра и рифмы, но они уничтожают элегантную лапидарность и эмоциональное воздействие русского стихотворения».

Судите хотя бы по первой, заглавной, строке: «Я входил» — так она начинается. То есть речь как будто идёт о некоем решительном и направленном поступке. Между тем эта строка начинает список мытарств, по поводу которого в конце восклицается: «Но пока мне рот не забили глиной, / из него раздаваться будет лишь благодарность». Если «входил», то кого благодарить? Себя самого? В том-то и дело, что здесь должно быть не «я входил», а «меня вталкивали, сажали, запихивали».— Наум Коржавин